# Królestwo Kaffy
Królestwo Kaffy; Kaffa – historyczne państwo w północno-wschodniej Afryce. Istniało od około XIV wieku do 1897 roku, kiedy to zostało podbite  przez cesarza Etiopii Menelika II. Z podbitego obszaru utworzono etiopską prowincję Kaffa. Region ten został zlikwidowany w 1998 roku i włączony do Regionu Narodów, Narodowości i Ludów Południa.
Obszar Królestwa Kaffy zamieszkiwany był początkowo przez ludy Manczo, Najo i Sze, które w XIV wieku zostały podbite przez lud Kaffa. Lud ten założył Królestwo Kaffy. Stolicą było miasto Bonga, a później Anderaccha.  
Państwo posiadało wilgotny klimat i żyzne gleb, które sprzyjały uprawie kawowca. Od nazwy Kaffa pochodzi nazwa napoju „kawa”.